# 362
Năm 362 là một năm trong lịch Julius. 